# Лозанський Едуард Дмитрович
Едуард Дмитро Лозанський (англ. Edward D. Lozansky; 10 лютого 1941, Київ — 30 квітня 2025, США) — радянський фізик, американо-російський публіцист і громадський діяч, колишній дисидент, з початку 2000-х років — лобіст російського режиму у США та пропагандист його інтересів.
Академік Російської академії соціальних наук, засновник та президент Московського міжнародного університету, професор МДУ та Національного дослідницького ядерного університету МІФІ. Президент Всесвітнього російського форуму, який лобіював слухання у Конгресі США з питань американо-російського співробітництва.

## Біографія
Народився у багатодітній єврейській родині у київському районі Липки. Батько з Радомишля, мати з Бердичева.
У 1961—1966 роках навчався в МІФІ. Закінчив аспірантуру Інституту атомної енергії ім. І. В. Курчатова (спеціальність — «теоретична ядерна фізика»). У 1965—1966 роках, будучи студентом МІФІ, викладав фізику та астрономію в 59-й школі Москви.
Був науковцем в Інституті атомної енергії ім. Курчатова та в Об'єднаному інституті ядерних досліджень у Дубні. Одночасно викладав у Бронетанковій академії ім. Р. Я. Малиновського.
У 1976 році переїхав на постійне проживання в США, отримав американське громадянство, мешкає у Вашингтоні. У 1990 році спільно з академіком Юрієм Осип'яном і мером Москви Гавриїлом Поповим заснував Американський університет у Москві (нині Московський міжнародний університет), який був на той час єдиним приватним навчальним закладом у Росії. У жовтні 1990 року підписав «Римське звернення».

### Позов проти президента США
18 квітня 2011 року Едуард Лозанський разом із колишнім співробітником радіо «Свобода», директором Американського інституту в Україні Ентоні Салвіа подали до окружного суду Вашингтона позов проти президента США Барака Обами. Позивачі вимагали, щоб суд наказав президенту США скасувати поправку Джексона — Веніка, не чекаючи на відповідну резолюцію Конгресу.
Окружний суддя Колін Коллар-Котеллі відхилила позов, погодившись з обґрунтуванням міністерства юстиції США, який представляв відповідача Обаму, що для перманентної скасування поправки Джексона-Веніка потрібна спеціальна резолюція Конгресу США, що прийняв її, і що президент не має права вирішити це питання особисто.

### Родина
Був двічі одружений. Першій дружині він викладав фізику в 59-й школі і одружився з нею відразу після того, як вона закінчила школу. Цей шлюб швидко розпався.
Друга дружина — Тетяна Іванівна Лозанська (нар. Єршова; тесть — генерал-полковник І. Д. Єршов). Перед тим як виїхати до США, 1976 року Едуард Лозанський розлучився зі своєю дружиною. У США вимагав від влади СРСР випустити колишню дружину з дочкою в США. Отримавши від радянської влади відмову, влаштував голодування протесту. У травні 1982 року Едуард знову розписався з Тетяною заочно. Інтереси нареченої на заочній церемонії у Вашингтоні представляли сенатор Боб Доул та конгресмен Джек Кемп, які балотувалися на пост президента та віце-президента США у 1996 році. Тетяна підписала відповідні документи у Москві, перебуваючи у своїй квартирі. У 1982 році влада СРСР задовольнила вимогу про виїзд дружини та дочки з СРСР з метою возз'єднання сім'ї.
Дочка — Тетяна Едуардівна Лозанська.
Едуард Лозанський помер 30 квітня 2025 року в США у віці 84 років.

## Публікації
- Лозанский Э. Д. Россия между Америкой и Китаем. — М. : Международные отношения. — ISBN 978-5-7133-1333-3.
- Лозанский Э. Д. Этносы и лоббизм в США. О перспективах российского лобби в Америке. — М. : Международные отношения, 2004. — 272 с. — ISBN 5-7133-1209-7.
- Lozansky E. D., Rousseau C. Winning Solutions. — New York : Springer, 1996. — (Problem Books in Mathematics) — ISBN 0387947434.
- Lozansky E. D. Pour Tatiana. — Robert Laffont, 1984. — 311 с. — (Collection «Vecu») — ISBN 2221012216.
- Lozansky E. D. For Tatiana: When Loved Triumphed over the Kremlin. — Henry Holt & Co, 1986. — 290 с. — ISBN 0030050642.
- Лозанский Э. Д., Павлович В. С. Математика поступающим в вузы. — Киев : Вища школа, 1976.
- Lozansky E. D., Pontecorvo G. B. The violation of similarity laws in electrical discharges in gases // Journal of Physics D: Applied Physics. — 1976. — Vol. 9, no. 3 (9 May). — P. L37-L39.
- Лозанский Э. Д., Фирсов О. Б. Теория искры. — М. : Атомиздат, 1975. — 272 с.
- Lozansky E. Operation Elbe. — Kontinent USA, 2018. — 254 с.
- Лозанский Э. Операция «Эльба», или Почему не сработала ядерная кнопка. — М. : Художественная литература, 2019. — 270 с.
- Lozansky E. Building U.S. — Russia Bridges. — Kontinent USA, 2020. — 60 с.